# La trovatella di Pompei
La trovatella di Pompei è un film del 1957 diretto da Giacomo Gentilomo.
La pellicola ha per protagonisti Alessandra Panaro, Massimo Girotti e Carlo Giustini.

## Trama
Pompei. Maria è una ragazza cresciuta dalle amorevoli cure di una coppia povera ma senza sapere nulla dei suoi veri genitori. È innamorata di Giorgio, un ragazzo di buona famiglia, che però ha suscitato anche l'interesse dell'intrigante Edvige che frequenta brutte compagnie tra le quali il geloso Roberto.
Edvige vuole incontrare Giorgio con l'intenzione di dirgli che Maria è una trovatella, quindi non degna di stargli al fianco, ma in seguito ha uno scontro con Roberto che la colpisce uccidendola.
Ci sarebbe un testimone ma Roberto minacciandolo di morte riesce ad ottenere il suo silenzio, la colpa ricade quindi proprio su Maria, giunta poco dopo il delitto attirata dai rumori con l'intenzione di portare aiuto.
Durante il processo Guglielmo, il pubblico ministero, si scaglia con furore contro la ragazza esempio evidente che dal male (un padre che l'ha abbandonata non può che essere un delinquente) non può che nascere altro male.  
Per fortuna un vecchio servo del magistrato ricorda quanto accadde anni prima, Maria è figlia naturale proprio di Guglielmo, costretto dalla famiglia a lasciare la nascitura in un orfanotrofio di Pompei. Sconvolto dalla notizia il magistrato inizia a usare toni più pacati e meno violenti ma il testimone arriva proprio sul finale a chiarire la verità sul delitto e Maria può finalmente sposare il suo amato Giorgio.

## Produzione
La pellicola è ascrivibile al filone melodrammatico-sentimentale, comunemente detto strappalacrime, in voga tra il pubblico italiano in quegli anni, sebbene all'epoca entrato nella sua fase decadente.
Gli appartamenti di Maria ed Edvige, con i rispettivi balconi confinanti, si trovano a Piazza Rivarola, Tivoli (RM), dove è stato girato gran parte del film.